# Placówka Straży Granicznej w Janowie Podlaskim
Placówka Straży Granicznej w Janowie Podlaskim – graniczna jednostka organizacyjna Straży Granicznej realizująca zadania w ochronie granicy państwowej z Republiką Białorusi.

## Formowanie i zmiany organizacyjne
Placówka Straży Granicznej w Janowie Podlaskim powołana została w strukturach Nadbużańskiego Oddziału Straży Granicznej 24 sierpnia 2005 roku. Sformowana została na bazie Strażnicy SG Janów Podlaski.
Na dzień 31 grudnia 2010 w placówce służbę pełniło 33 funkcjonariuszy.

## Terytorialny zasięg działania
Placówka Straży Granicznej w Janowie Podlaskim ochrania odcinek granicy rzecznej z Białorusią długość 25,96 km  od znaku granicznego nr 1346 do znaku granicznego nr 1313 .
Linia rozgraniczenia:
1. z placówką Straży Granicznej w Bohukałach: wyłącznie znak graniczny nr 1313, dalej granicą gmin Janów Podlaski, Konstantynów i Stara Kornica oraz Rokitno, Biała Podlaska, Leśna Podlaska[3] .
2. z placówką Straży Granicznej w Mielniku: włącznie znak graniczny nr 1346, dalej granicą gmin Mielnik oraz Konstantynów i Sarnaki[3] .

Poza strefą nadgraniczną obejmuje z powiatu łosickiego gminy: Platerów, Łosice .

## Komendanci placówki
- ppłk SG Małgorzata Tarasiuk (była w 2015)[4].